# Ванланді
Ванланді (Vanlandi) — легендарний правитель свеїв з династії Інґлінґів .

## В «Сазі про Інґлінґів»
Ванланді був сином Свейгдіра. На відміну від своїх предків, він був дуже войовничим, але саги нічого не повідомляють про його війни. Крім того, Ванланді багато подорожував. Під час однієї зимівлі в Країні фінів він одружився з дочкою Сн'яра Старого Дріві, а навесні поїхав, пообіцявши повернутися на третю зиму. Коли він не повернувся навіть через десять років, Дріва заплатила чаклунці по імені Гульд, щоб та або повернула їй чоловіка, або вбила його. Коли чаклунство почало діяти, Ванланді захотів поїхати в Країну фінів, але його не пустили радники і друзі. Тоді його початку топтати мара. Вона так стиснула Ванланді голову, що він помер.

## В «Книзі про ісландців»
«Книга про ісландців» згадує Ванланді в переліку Інґлінґів між Свейґдіром і Вісбуром .

## Нащадки
Від Дріви у Ванланді був син Вісбур. Дріва відправила його до батька перед тим, як вдалася до чаклунства.

## Казкова основа саги
Згадане в «Сазі про Інґлінґів» ім'я чаклунки, яка погубила Ванланді, — Гульд — типове ім'я великанші в скандинавських казках. «Сн'яр» (Snjar) означає «сніг», «Дріва» (Drifa) — «заметіль». Ці «промовисті» імена вказують на те, що в основі оповідання саги про Ванланді лежить казковий сюжет.